# Pla d'Urgell
El Pla d'Urgell és una comarca de Catalunya amb capital a Mollerussa situada a ponent. Fou creada per llei l'any 1988 (Llei 5/1988), juntament amb l'Alta Ribagorça i el Pla de l'Estany. Antigament s'havia anomenat Mascançà, i el nom actual fa referència al fet que es tractava de la zona més plana de l'antic Comtat d'Urgell. Fins a la creació de la comarca l'any 1988, els seus municipis havien estat repartits per les comarques veïnes de la Noguera (Bellvís, Linyola i el Poal), l'Urgell (Barbens, Castellnou de Seana, Ivars d'Urgell, Vilanova de Bellpuig i Vila-sana), les Garrigues (Torregrossa) i el Segrià (Bell-lloc d'Urgell, Fondarella, Golmés, Mollerussa, Miralcamp, el Palau d'Anglesola i Sidamon). Aquests setze municipis ocupen una superfície de 305,13 km² i el 2008 sumaven una població de 36.069 habitants. Limita al nord amb la Noguera, a l'est amb l'Urgell, al sud amb les Garrigues i a l'oest amb el Segrià.

## Antecedents
Rodrigo Pita Mercè, parla que en la zona que avui dia hi ha entre Mollerussa i Linyola, existia un grup tribal, anomenat mascincencs, els quals potser pertanyien als ilergets. Durant l'etapa romana, el que avui dia s'anomena Pla d'Urgell -aproximadament- s'anomenava "Pagus Maxentianus". Els àrabs parlaven d'una àmplia plana coneguda per Fash Maskigan, en què existien petits nuclis de població, amb algun conreu i pastures. En aquests nuclis existien torres i/o refugis subterranis on els habitants es protegien dels atacs. Els cristians parlaven d'un Mascançà, que a grans trets, correspondria a l'actual Pla d'Urgell. Un document de l'any 1151, parla de Canet de Mascançà.

## El topònim
El concepte Pla d'Urgell -o Plana d'Urgell- existia molt abans de la divisió comarcal de Pau Vila, i era molt incert, ja que comprenia part de les actuals comarques de les Garrigues (les Borges Blanques o Juneda), La Noguera (Bellcaire d'Urgell) i l'Urgell (Bellpuig). El nom prové sens dubte de l'antic comtat d'Urgell, un dels més importants de Catalunya, però no totes les poblacions de l'actual Pla d'Urgell van pertànyer al comtat d'Urgell, sinó que Mollerussa, Sidamon, Miralcamp, Fondarella, Palau d'Anglesola o Golmés, pertanyien a la baronia d'Anglesola i conseqüentment, al comtat de Barcelona. Mentre que les poblacions del nord (Linyola, el Poal, Bellvís, etc.) sí que van pertànyer al comtat d'Urgell. Sinó cal fixar-se en l'actual divisió dels bisbats: les poblacions que van pertànyer al comtat de Barcelona, avui dia pertanyen al bisbat de Solsona, i les poblacions que van pertànyer al comtat d'Urgell ara pertanyen al Bisbat d'Urgell. Les excepcions són Torregrossa i Bell-lloc, que pertanyen al bisbat de Lleida.

## La secessió i la creació de la comarca
Tot comença amb la construcció del canal d'Urgell. Mollerussa s'ha convertit en una població molt dinàmica que es troba gairebé en el punt central de les capitals de les quatre comarques limítrofes: Lleida (Segrià), Tàrrega (Urgell), Balaguer (Noguera) i les Borges Blanques (Garrigues).
Les lleis d'ordenació territorial aprovades per la Generalitat de Catalunya el 1987 establiren inicialment les mateixes comarques de la divisió de 1936. Alhora es preveia que en el futur es poguessin fer canvis, i fins i tot crear comarques noves. Amb aquest esperit, diversos municipis de la plana d'Urgell demanaren l'establiment d'una nova comarca entorn de Mollerussa. L'any següent (1988) la Generalitat aprovà tres noves comarques, una de les quals era la que s'anomena Pla d'Urgell, amb capital a Mollerussa.
El Pla d'Urgell se situa al bell mig de la plana, amb accidents de relleu molt poc destacats, cosa que ha permès l'establiment del regadiu. La vida econòmica gira entorn de l'agricultura i ramaderia, amb les nombroses activitats industrials i comercials que n'han derivat.

## Geografia

### El relleu
El relleu del Pla d'Urgell, com molt bé diu el seu nom, és planer. La situació central en la plana d'Urgell fa que hi hagi ben pocs accidents geogràfics. No hi ha grans tossals ni serres, ni cap riu ha excavat profundes valls. Tampoc hi ha barrancs destacats.
Els diferents aspectes del relleu de la plana d'Urgell ja són exposats en els apartats corresponents de les comarques veïnes.
Dins el capítol del Pla d'Urgell només es farà referència a un fet derivat d'aquesta mateixa topografia tan plana: la formació d'àrees tancades o endorreiques, a vegades amb estanys o aiguamolls.

### Estanys i aiguamolls

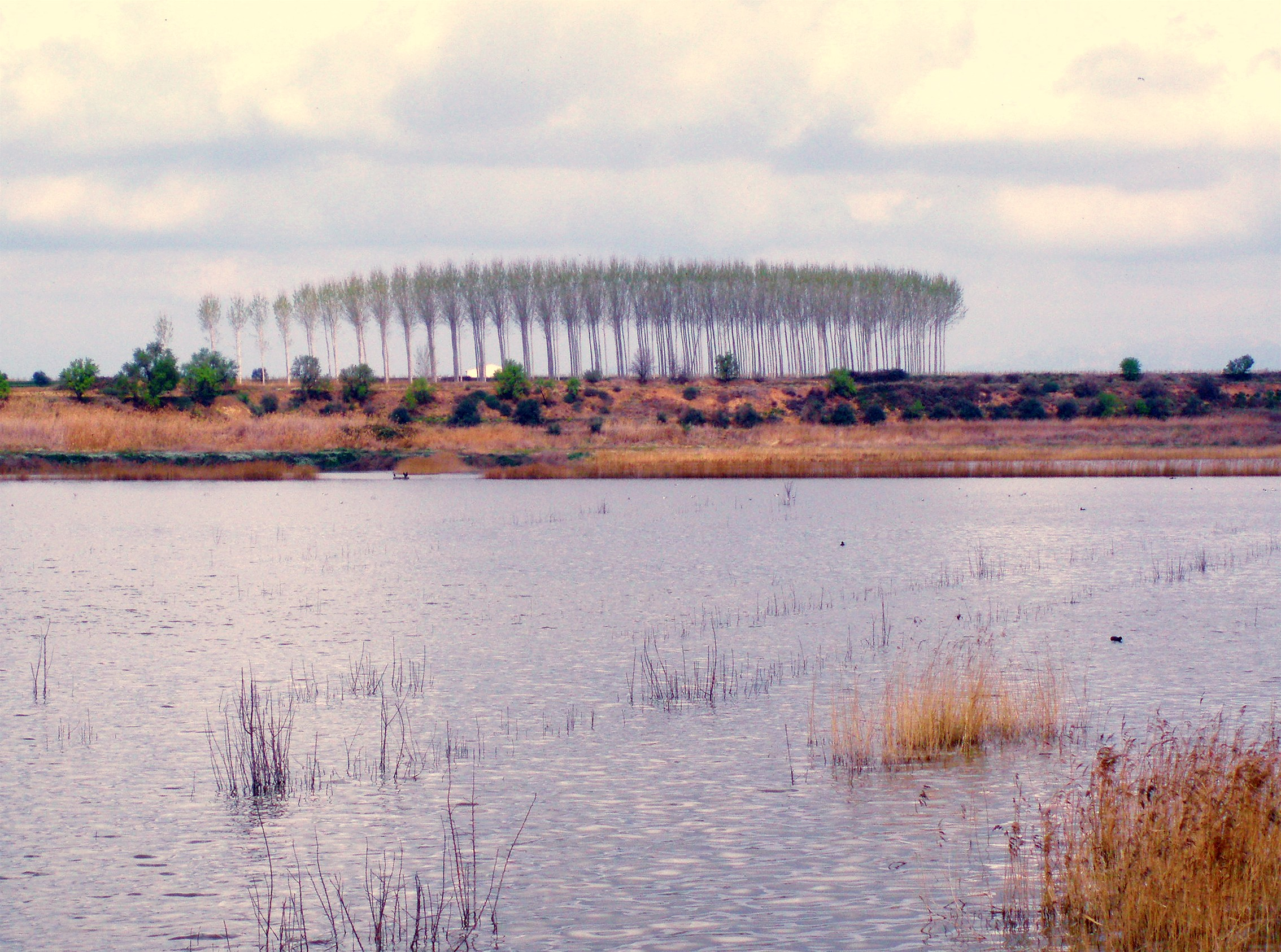
L'estany d'Ivars

El relleu tan suau i planer és conseqüència de les aportacions de materials per les aigües torrencials, les quals des de les muntanyes veïnes han arrossegat gran quantitat de terra de tota mena. Aquests materials s'estenien pel fons de la Depressió Central en forma de ventall. El resultat ha estat la formació d'un relleu planer, enmig del qual quedaren sectors tancats. Com si els materials arrossegats per les aigües salvatges fessin de barrera.
En indrets de clima humit i amb precipitacions abundoses les aigües s'haguessin obert camí fàcilment. Però aquest indret de la Depressió Central és sec, i hi plou poc. A més, la plana se situa en cotes baixes, entre 200 i 300 metres d'altitud, i a pocs metres per sobre del curs del riu principal que és el Segre. Cal recordar que la ciutat de Lleida és a uns 150 metres d'altitud, és a dir, només a 50 metres per sota de molts indrets del Pla d'Urgell. El resultat és la formació d'àrees tancades, en les quals l'aigua s'entolla. En alguns indrets les aigües de pluja no han estat suficients per a formar una sortida ampla i permanent cap al curs del Segre o de l'Ebre.
Aquest fenomen de formació de zones tancades, en les quals l'aigua d'escolament queda retinguda al seu fons i no té sortida cap a un riu o a la mar, s'anomena endorreisme. Al Pla d'Urgell l'endorreisme ha estat un fenomen important que de manera natural afectaria a extensions àmplies. L'endorreisme a la Depressió Central s'ha pogut formar de maneres diferents.
Una explicació a la formació d'àrees endorreiques pot ser, com ja s'ha indicat, el fet que els materials arrossegats per les aigües salvatges formin petites barres de terra, les quals deixen sectors tancats, on l'aigua no té sortida. Aquest fenomen es produeix fàcilment en terrenys plans, com ho és el fons de la Depressió Central.
A vegades una acumulació d'aquests materials arrossegats per les aigües salvatges poden arribar a tancar un fons de vall, fent de resclosa a un llac petit i allargassat. Si el riu aporta molta aigua aviat vessarà per la resclosa natural i l'anirà desfent. Però si el cabal sempre és reduït, l'estany que s'ha format pot restar-hi anys, o segles, fins que queda reblert de materials aportats pel riu.
En altres ocasions el clima el tipus de material juguen també paper essencial. Si un riu amb escàs cabal recorre un territori sec i calent, pot ser que arribi el moment en què l'aigua corrent s'evapori totalment, o s'infiltri. Aleshores es van formant sectors endorreics al llarg de la conca del riu, que desapareix abans d'arribar a un riu principal o a la mar. Aquest fenomen també es pot haver donat a la plana d'Urgell.
Encara hi ha d'altres fenòmens que poden explicar la formació de zones endorreiques a l'Urgell. Pot haver hagut petits enfonsaments de les capes del subsòl deguts a causes diverses. L'enfonsament tindria com a conseqüència la formació d'una clotada. A vegades també es parla del vent, qua amb la seva força pot haver arrossegat molts materials d'un lloc, fins a formar una àrea enclotada i endorreica. Això pot succeir sobretot en indrets on hi ha materials tous, com són els de la plana d'Urgell.
Es pot parlar dels fenòmens que han intervingut en la formació dels estants i de les àrees endorreiques del Pla d'Urgell, i segurament descobriríem que hi ha hagut orígens diferents, sovint conseqüència de causes múltiples. El fet real és que gairebé totes les zones enclotades han estat destruïdes o drenades, de cara a la seva transformació en terres de conreu. Algunes han estat terraplenades, i ara ja no són àrees endorreiques. D'altres han estat drenades, és a dir, s'han obert canals artificials que faciliten l'escolament de l'aigua a un riu.

#### L'estany d'Ivars

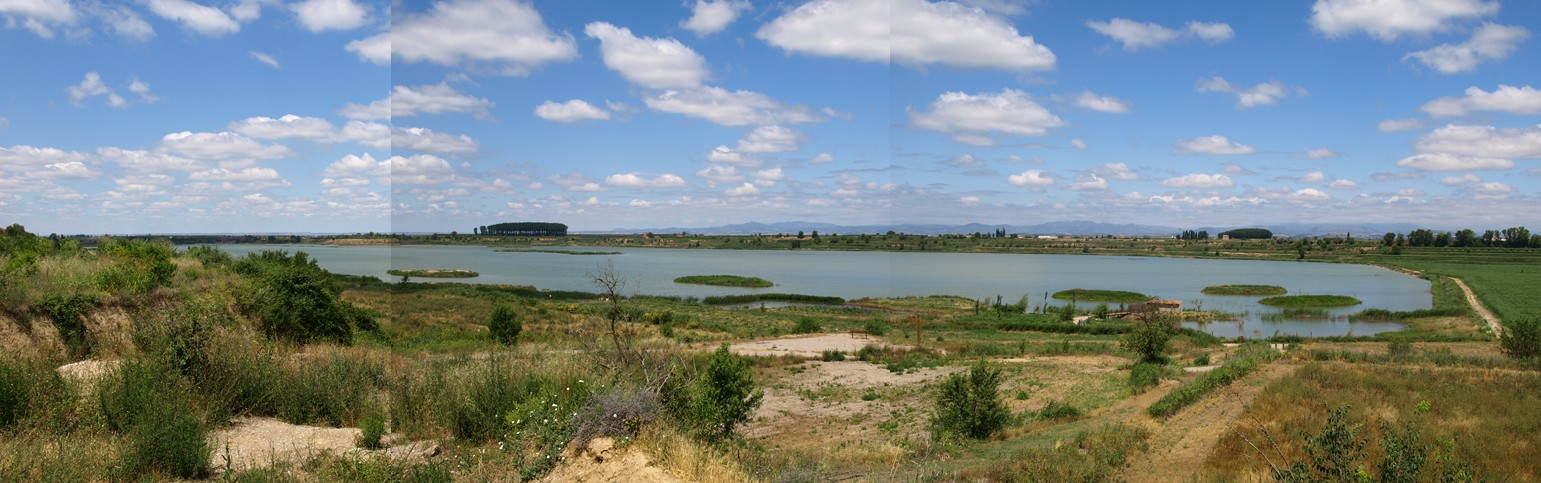
Panoràmica de l'estany d'Ivars

La zona endorreica més important era fins fa pocs anys la que ocupava l'antic estany d'Ivars d'Urgell. L'estany d'Ivars o d'Utxafava es troba entre els termes d'Ivars d'Urgell i Vila-sana (anomenat Utxafava fins al 1930). L'estany fou dessecat vers l'any 1950, i el seu fons va estar transformat en camps de regadiu, on hi havia fruiters, alfals i cereals.
L'estany d'Ivars tenia uns 2.500 metres de llarg i 800 d'ample, amb una fondària màxima de quatre metres. Però no ha estat sempre així. Antigament era una zona endorreica ocupada per aiguamolls, que en èpoques de sequera quedava gairebé seca. Al seu fons es formava una crosta endurida i trencada. Com que l'aigua de l'estany i aiguamolls era molt salada, en assecar-se formava una capa blanquinosa superficial de sal, que en alguns moments havia estat explotada pel veïnatge.
La formació d'un estany amb les dimensions abans esmentades és deguda al fet que, després de la construcció del canal d'Urgell, la zona d'aiguamolls fou utilitzada per abocar-hi les escorrialles d'un sector del canal d'Urgell. És per això que durant tota la primera meitat del segle XX l'estany d'Ivars era gran, i es convertí en un important refugi per a nombrosos ocells aquàtics. L'estany fou aprofitat per activitats d'oci i de caça.
S'ha de mencionar que des de fa pocs anys, l'estany d'Ivars s'ha tornat a recuperar perquè sigui altra volta refugi d'aus, i torni a la seva antiga particularitat mediambiental.

#### Altres estanys
Hi hagué d'altres estanys, llacunes o clots, actualment dessecats i convertits en terres de conreu. Hi havia el clot de la Llacuna, el clot del Conill i, el clot del Pequeny, entre d'altres. En moments de pluges intenses encara poden inundar-se, però els recs de drenatge els van buidant, i ben aviat tornen a eixugar-se.

### Els rius
Tot i que els corrents d'aigua més importants que hi ha a la comarca són els canals i les séquies, també hi ha rius tot i que són poc importants. Cal remarcar que avui en dia porten ben poca aigua, i el més normal és que es confonguin amb una séquia de regadiu, almenys en alguns sectors del seu recorregut.
Al Pla d'Urgell hi passen el riu Corb i el riu Ondara.
El riu Corb neix a l'extrem nord de la Conca de Barberà i recorre el sector meridional de l'Urgell. Entre Belianes i Bellpuig (Urgell) el riu Corb es perd entre vinyes i oliveres, i més endavant es confon amb els canals de regatge i desguàs. Al pas per la comarca del Pla d'Urgell el seu curs és totalment transformat. Oficialment desguassa al Segre prop de Vilanova de la Barca (Segrià), després d'un recorregut de 57 quilòmetres.
El riu d'Ondara neix en l'extrem sud-est de la Segarra. Passa prop de Cervera i Tàrrega, on rep el nom de Reguer. Després de Tàrrega rep per l'esquerra, el riu Cercavins. Prop d'Anglesola, encara en la comarca de l'Urgell, es perd entre els regadius del canal d'Urgell. Pel Pla d'Urgell el seu és transformat totalment i teòricament aboca les seves aigües al Corb. En realitat es confon amb els desguassos del regadiu, com també ho fan els afluents que segurament abans li desguassaven les seves aigües. És possible que l'Ondara i els seus afluents es perdessin pels aiguamolls que abans hi havia al Pla d'Urgell.

### El clima

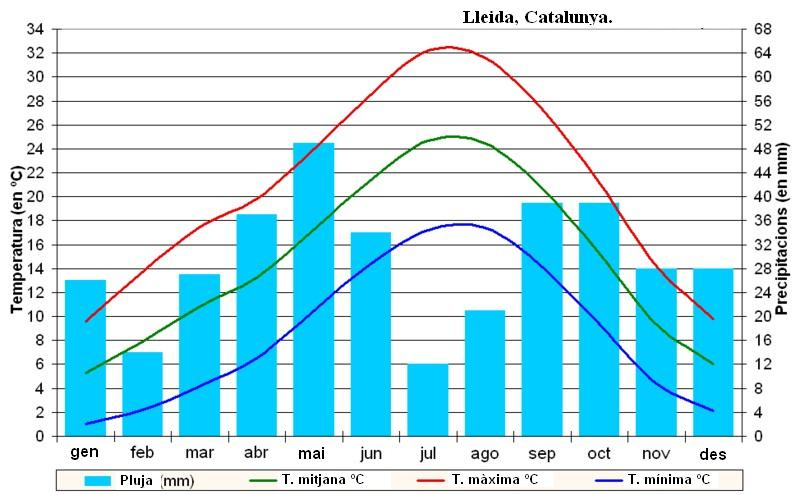
Gràfic de la temperatura de les comarques de Ponent

El clima del Pla d'Urgell és mediterrani amb tendència continental de terra baixa. La topografia plana i les dimensions reduïdes fan que tota la comarca tingui un mateix tipus de clima. Els hiverns són freds i llargs i els estius calorosos i de curta durada. Hi ha fortes oscil·lacions tèrmiques estacionals i diàries. Les boires es formen sovint, des de finals de tardor i durant tot l'hivern. A vegades es desfan cap a mig matí o a la tarda, però a vegades duren dies seguits o més d'una setmana. Si la temperatura baixa sota zero i hi ha boira es forma gebre sobre la terra i a les plantes. Les precipitacions són escasses.
Les temperatures mitjanes anuals se situen entorn dels 14 °C, valor força alt si es compara amb els que registren les comarques veïnes, excepte el Segrià. L'altitud baixa i la separació de la mar fan que els estius siguin molt càlids, cosa que amaga que els hiverns siguin molt freds, si només es consideren les mitjanes anuals. Per això cal considerar els valors del mes més fred i del més calent. Les mitjanes mensuals de gener se situen entorn dels 5 °C, i les de juliol entre 24 i 25 °C.
Les precipitacions són escasses i irregulars, amb mitjanes anuals que superen lleugerament els 400 mm. L'estiu és l'estació més seca, seguida de l'hivern. El mes menys plujós és gairebé sempre el juliol, encara que no és rar trobar algun mes al llarg de l'any durant el qual no cau ni una gota. I dins d'aquesta irregularitat tampoc no ha d'estranyar que el mes més plujós d'un any sigui precisament el juliol.

### La vegetació
El paisatge del Pla d'Urgell ha estat tan modificat que és molt difícil dir quina seria la vegetació espontània i sense la intervenció de l'home. Abans de la construcció del canal d'Urgell dominava una vegetació de mates baixes i pastures seques, junt amb la vegetació dels aiguamolls i dels terrenys salabrosos (rics en sals). Però aquest paisatge de fa un segle i mig també era derivat de la intervenció de l'home, ja que era constantment pasturat per ovelles i cabres, i quan era possible es conreaven.
Si es considera la vegetació de les comarques veïnes, podem pensar que la vegetació espontània, si mai no hagués estat modificada per l'home, estaria constituïda per boscos de carrasques. D'aquests boscos, fa molts anys que no en queda ni rastre. Pràcticament tota la comarca és conreada o és ocupada per construccions.
L'única vegetació que té un cert interès és la que es forma a les vores dels canals i séquies, i la dels camps. Hi ha diversos arbres de ribera, sovint plantats, com els pollancres i plàtans que ressegueixen les ribes dels canals. Hi ha també oms, àlbers, verns, freixes i salzes.

### La població

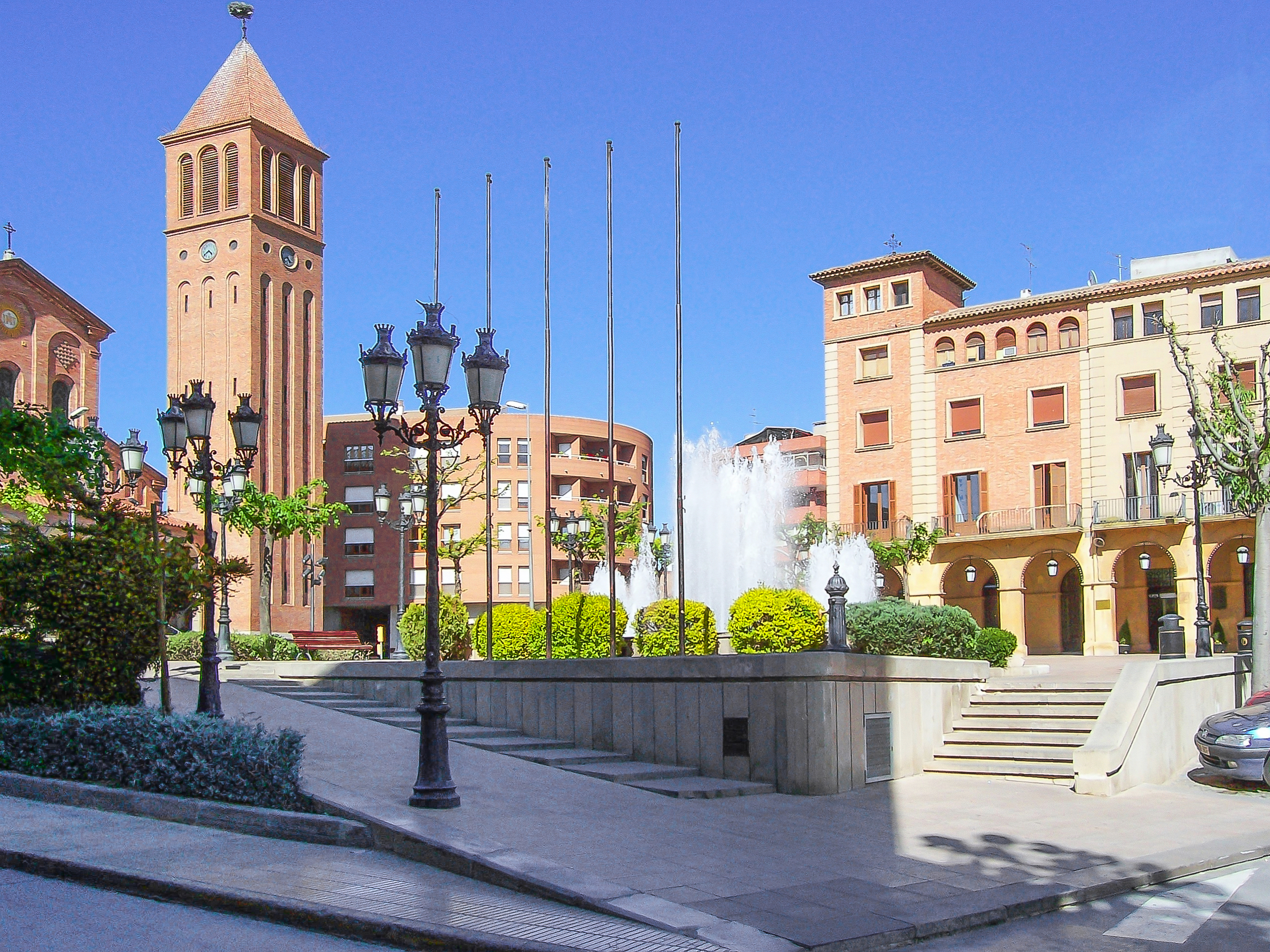
Ajuntament de Mollerussa, capital de la comarca

Les condicions naturals de l'actual comarca del Pla d'Urgell no permetien una població gaire elevada abans de la construcció del canal d'Urgell. Era una terra seca i plana. Els conreus de secà i la ramaderia eren la base de l'economia dels seus habitants. L'evolució de la població segons els censos moderns mostren un creixement demogràfic notable durant els anys que seguiren a l'extensió del regadiu. Després el creixement ha continuat d'una manera més lenta fins a l'actualitat.
El cens de 1857 registra una població d'11.330 habitants. Els gràfics ens mostren que Mollerussa era aleshores un municipi sense cap importància (967 habitants). Torregrossa i Bellvís tenien més població. Cap nucli de població no destacava sobre els altres. Lleida i Tàrrega eren els centres comercials de la rodalia.
Però tot va canviar amb el canal. Malgrat els problemes nombrosos dels primers anys, el regadiu donà feina i vida als pobles de la plana. A partir de la dècada de 1880 es registra un augment demogràfic notable: 14.064 habitants (1887), 16.783 habitants (1900), 19.470 habitants (1910) i 23.558 habitants (1920). Entre 1880 i 1920 la població es dobla. El creixement afecta a tots els municipis, ja que tots tenen un predomini de terres regades.
A partir de la dècada de 1920 el creixement es deté. La població total comarcal registra un petit descens, que dura fins després de la guerra civil. Mollerussa comença a destacar-se, s'hi instal·len diversos serveis i algunes indústries, i es va convertint en el centre d'atracció d'una rodalia cada vegada més gran.
Durant la post-guerra la població augmenta, tendència que continua fins a la dècada de 1970, en què s'inicia una aturada demogràfica, amb una pèrdua lleugera de població en alguns municipis. Mollerussa presenta la mateixa tendència, encara que l'augment és superior entre 1960 i 1980.
El padró de 1986 dona una població de 28.675 habitants una mica menys que la del cens de 1981 (28.806 habitants). Mollerussa, amb 8.462 habitants (1986), conté el 30% de la població comarcal.
El 2002 la població del Pla d'Urgell torna a pujar quasi un 5%, ja que la comarca registrà (30.393 habitants) i la seva capital Mollerussa arribà als 10.184 habitants, amb més d'un 20% d'augment.

## Economia

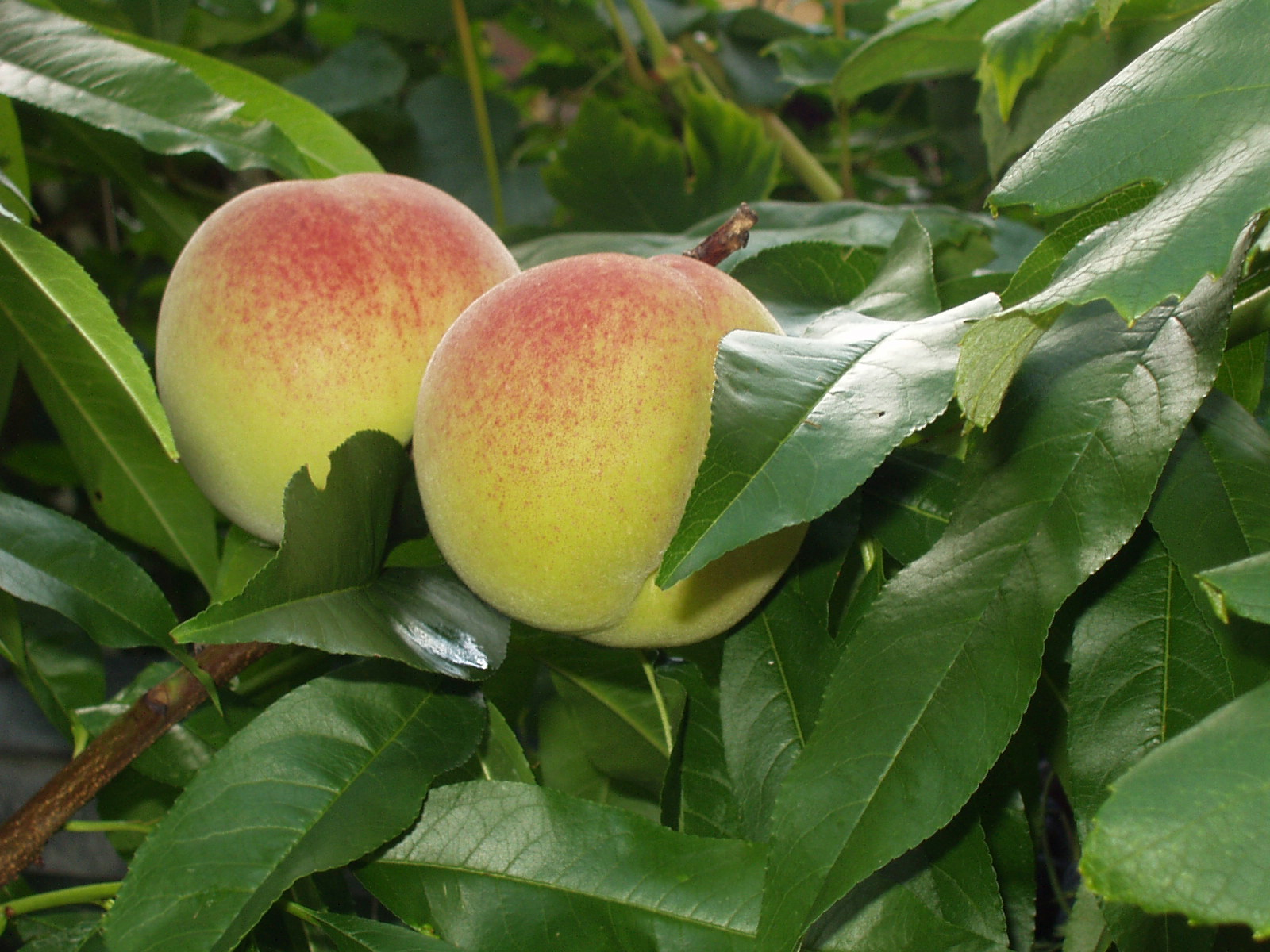
Una de les fruites més apreciades al Pla d'Urgell, el préssec

La base econòmica del Pla d'Urgell és l'agricultura, la ramaderia i les activitats industrials i comercials associades. És una comarca petita, però molt activa. Les aigües que condueixen el canal d'Urgell i el canal Auxiliar permeten l'existència d'una comarca rica, allà on fa un segle i mig hi havia un conjunt de conreus de secà i erms pasturats.

### L'agricultura

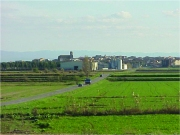
Camps a Linyola

Dels canals, se'n parla a la comarca d'Urgell, ja que afecten ambdues comarques, i també a la Noguera, a les Garrigues i al Segrià. La nova comarca del Pla d'Urgell cau de ple en el sector regat. El quadre adjunt mostra clarament que gairebé la totalitat del terra és regada: 
- Superfície total comarcal. 30.449 ha
Superfície conreada. 28.764 ha
Superfície no conreada. 1.685 ha
Superfície regada. 28.205 ha
Superfície de secà. 559 ha
Conreus herbacis. 23.666 ha
Conreus arboris. 5.098 ha
Les séquies que deriven del canal d'Urgell permeten regar el sector oriental de la comarca, i les que prenen l'aigua del canal auxiliar, la meitat occidental. Els dos canals plegats i les nombroses séquies permeten regar gairebé la totalitat del territori. Només alguns sectors una mica enlairats queden fora de l'àrea de regadiu, encara que actualment els motors de reg permeten regar en indrets per sobre del nivell dels canals i séquies.

Els cultius de regadius són sobretot herbacis. Destaquen els cereals per a gra. Ocupa el primer lloc el blat de moro o panís, amb 8.600 ha seguit del blat amb 6.120 ha i l'ordi amb 700 ha. Dels cultius farratgers destaca l'alfals amb 5.600 ha. Altres cultius herbacis destacats són les hortalisses amb 1.220 ha i el gira-sol, les veces i també patates amb superfícies menors.
Els cultius arboris ocupen un lloc destacat, però tenen menys importància que en el Segrià. Les pomeres tenen una extensió de 3.000 ha. les pereres de 1.350 ha i els presseguers de 250 ha. La resta són conreus de secà, amb 300 ha d'ametllers i 60 d'oliveres.
L'agricultura és molt tecnificada i el pagès s'esforça per a progressar en les tècniques i així millorar el treball del camp i augmentar la producció i els beneficis. Hi ha milers de tractors i nombrosos equips per a tasques específiques, com equips de sembra, adobament, tractaments i recol·lecció.

### La ramaderia

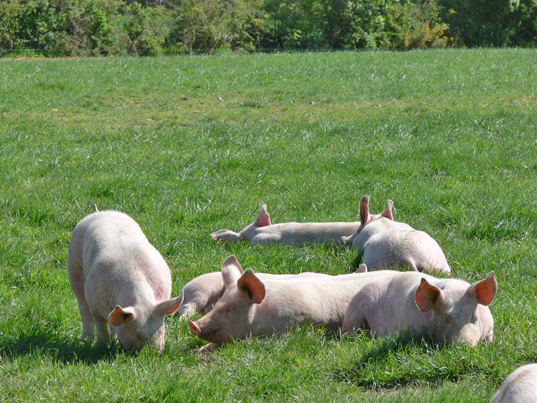
Ramaderia porcina, que ocupa un lloc destacat al Pla d'Urgell

El Pla d'Urgell, com la resta de les comarques de Ponent, és una comarca ramadera. Ja ho era fa uns segles. A la plana pasturaven els ramats que l'estiu transhumaven als prats montans dels Pirineus. Ara hi ha una ramaderia ben diferent. És una ramaderia industrial en granges d'engreix intensiu.
La ramaderia porcina ocupa un lloc destacat, amb uns 270.000 caps de bestiar (1989). També tenen importància la ramaderia bovina amb 13.000 caps, l'aviram amb 70.000 gallines ponedores, la ramaderia ovina amb 32.000 caps i els conills amb 20.000 caps. Les dades del nombre de caps de bestiar varien molt d'un any a l'altre, a causa de les variacions del mercat (demanda, preus) i de les pestes que poden afectar periòdicament certs grups de bestiar.

### Indústria
El Pla d'Urgell té una indústria molt especialitzada, en relació directa amb la producció agrícola i ramadera. Hi ha una gran diversitat d'indústries d'elaboració i transformació de productes agrícoles i ramaders. Hi ha, per exemple, indústries de transformació de fruites, de condicionament i granulat se farratge, centrals i cambres hortofrutícoles, assecadors de cereals i almàsseres. Algunes són instal·lacions petites, i ocupen pocs treballadors, i durant un breu període. Importants són també les indústries pecuàries, amb escorxadors, indústries làcties i diverses fàbriques d'embotits. Relacionada amb la ramaderia hi ha fàbriques de pinsos. Les instal·lacions industrials estan força repartides per tota la comarca. Mollerussa és el centre industrial més destacat.

## Infraestructures

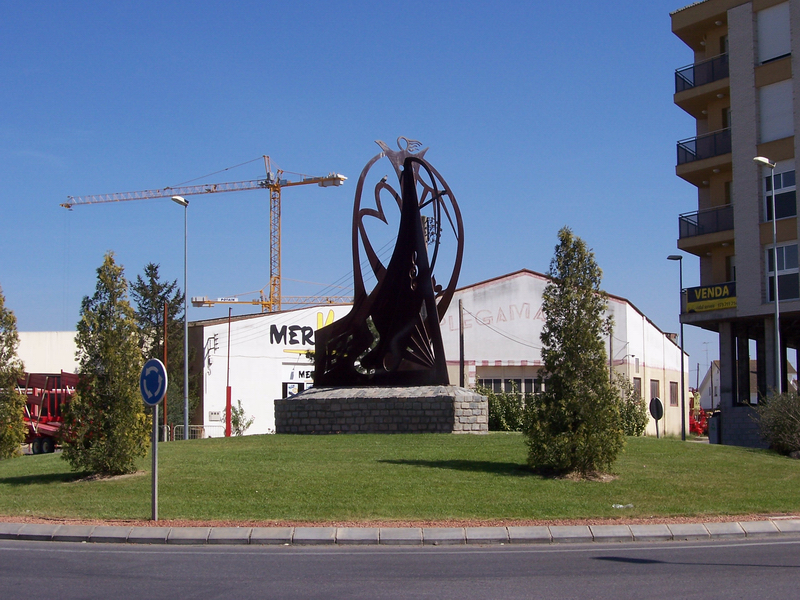
Nus de comunicació a Golmés

El Pla d'Urgell és força ben comunicat. La via de comunicació més important és l'autovia A-2, que substitueix la carretera general de Barcelona a Madrid (N-II) que travessa de ple la comarca, i passa per Mollerussa. Aquesta via permet desplaçar-se a Lleida i Barcelona de manera directa i sense passar per autopistes.
La resta de carreteres són locals i permeten una comunicació fàcil de Mollerussa amb la resta dels pobles de la comarca. El relleu planer ha facilitat l'establiment d'una xarxa viària força bona.
La comunicació ferroviària és assegurada per la línia de Barcelona-Manresa-Tàrrega-Mollerussa-Lleida. És una línia amb poc trànsit i secundària, ja que la majoria de trens de llarg recorregut passen per la línia de Barcelona-Valls-les Borges Blanques-Lleida. Amb el Tren d'Alta Velocitat li passa com amb l'autopista, que s'ha d'anar a Lleida per agafar-lo.
| Municipi              | Habitants |
| --------------------- | --------- |
| Barbens               | 933       |
| Bell-lloc d'Urgell    | 2.315     |
| Bellvís               | 2.255     |
| Castellnou de Seana   | 686       |
| Fondarella            | 796       |
| Golmés                | 1.852     |
| Ivars d'Urgell        | 1.568     |
| Linyola               | 2.700     |
| Miralcamp             | 1.358     |
| Mollerussa            | 14.574    |
| Palau d'Anglesola, el | 2.183     |
| Poal, el              | 637       |
| Sidamon               | 734       |
| Torregrossa           | 2.192     |
| Vilanova de Bellpuig  | 1.159     |
| Vila-sana             | 721       |
| Font: Idescat         |           |

## Demografia
| 1497 f | 1515 f | 1553 f | 1717  | 1787  | 1857   | 1877   | 1887   | 1900   | 1910   |
| ------ | ------ | ------ | ----- | ----- | ------ | ------ | ------ | ------ | ------ |
| 457    | 534    | 556    | 4.296 | 9.141 | 15.825 | 14.717 | 15.188 | 14.398 | 15.096 |

| 1920   | 1930   | 1940   | 1950   | 1960   | 1970   | 1981   | 1990   | 1992   | 1994   |
| ------ | ------ | ------ | ------ | ------ | ------ | ------ | ------ | ------ | ------ |
| 15.476 | 15.992 | 15.863 | 15.879 | 16.682 | 18.140 | 20.696 | 28.949 | 28.782 | 28.782 |

| 1996   | 1998   | 2000   | 2002   | 2004   | 2006   | 2008   | 2010   | 2012   | 2014   |
| ------ | ------ | ------ | ------ | ------ | ------ | ------ | ------ | ------ | ------ |
| 29.116 | 29.186 | 29.514 | 30.393 | 31.757 | 34.171 | 36.069 | 37.371 | 37.267 | 37.128 |

| 2016   | 2018   | 2020 | 2022 | 2024   | 2026 | 2028 | 2030 | 2032 | 2034 |
| ------ | ------ | ---- | ---- | ------ | ---- | ---- | ---- | ---- | ---- |
| 36.711 | 36.740 | -    | -    | 38.011 | -    | -    | -    | -    | -    |

## Política i govern

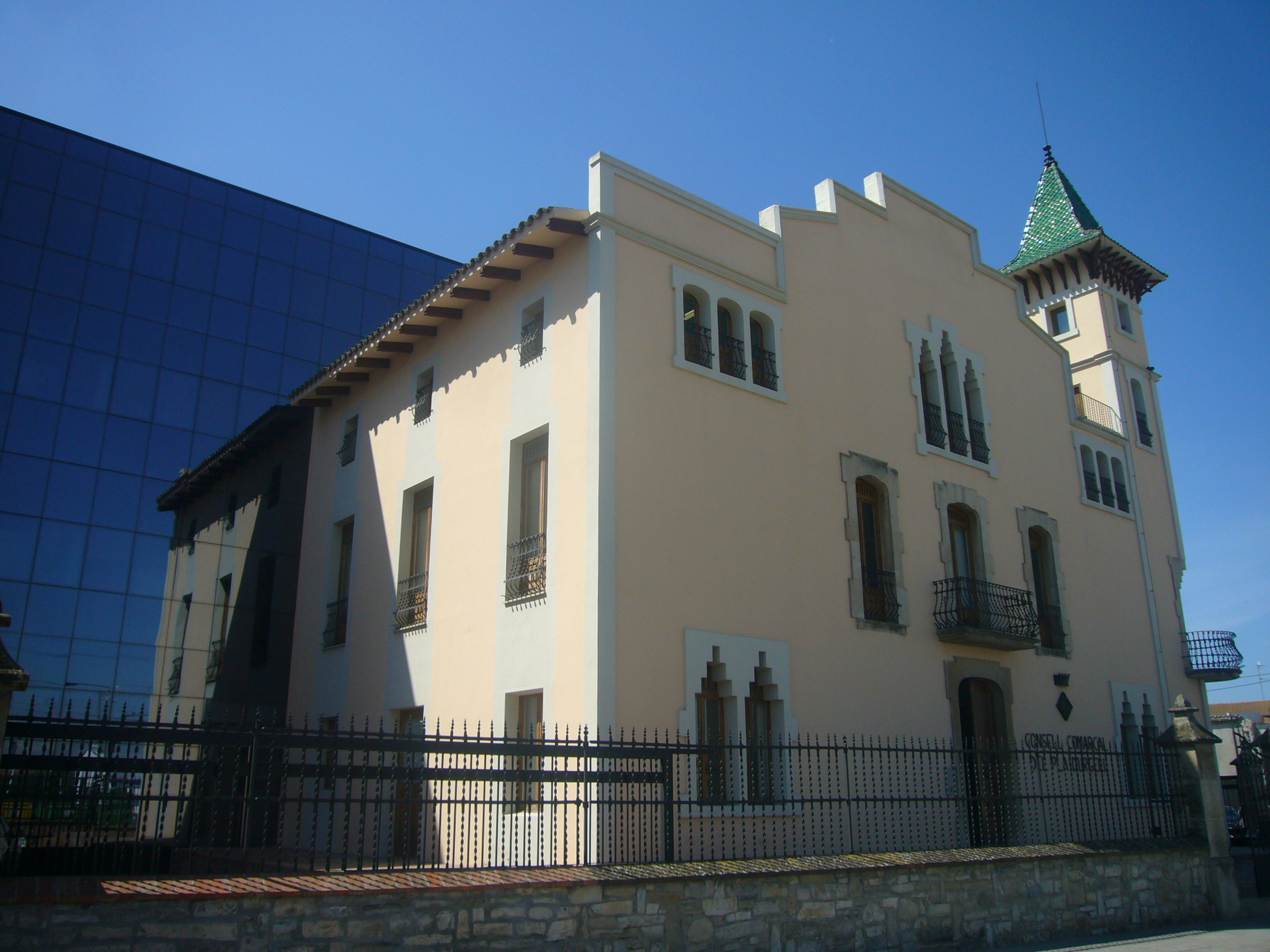
Casa Niubó, seu del Consell Comarcal del Pla d'Urgell

### Consell Comarcal del Pla d'Urgell
El Consell Comarcal del Pla d'Urgell és una entitat formada per l'agrupació dels municipis que pertanyen a la comarca. Es constituí l'any 1988, un any després de l'aprovació de la llei dels consells comarcals de Catalunya. Té la seu a la Casa Niubó, edifici modernista obra de Ramon Sala Llobet. Es tracta d'una casa senyorial construïda els anys 1905-1906. És un edifici en cantonada caracteritzat per la torratxa que s'alça a l'angle, amb coberta de ceràmica. La torreta compta amb un amb un bell balcó a mig escaire i amb la llinda esglaonada. Va ser restaurada l'any 1990 i habilitada com a seu del Consell Comarcal.
| President                              | Grup polític                                                | Inici del mandat | Final del mandat |
| -------------------------------------- | ----------------------------------------------------------- | ---------------- | ---------------- |
| Ramon Pallàs (Miralcamp)               | Convergència i Unió (CiU)                                   | 1988             | 1995             |
| Joan Reñé (Fondarella)                 | Convergència i Unió (CiU)                                   | 1995             | 1999             |
| Ramon Maria Guiu (Ivars d'Urgell)      | Convergència i Unió (CiU)                                   | 1999             | 2003             |
| Joan Reñé (Fondarella)                 | Convergència i Unió (CiU)                                   | 2003             | 2011             |
| Francesc Fabregat (Bellvís i els Arcs) | Convergència i Unió (CiU)                                   | 2011             | 2015             |
| Josep Maria Huguet (Sidamon)           | Convergència i Unió (CiU)                                   | 2015             | 2017             |
| Joan Trull (Vilanova de Bellpuig)      | Convergència i Unió (CiU)                                   | 2017             | 2019             |
| Rafel Panadés (El Poal)                | Junts per Catalunya (JXCAT)                                 | 2019             | 2023             |
| Carles Palau (Bell-lloc d'Urgell)      | Esquerra Republicana de Catalunya -Acord Municipal (ERC-AM) | 2023             |                  |

## Resultats eleccions

### Eleccions al Parlament de Catalunya
| 2024        | 2024                | 2024                | 2024                | 2024                | 2024                | 2024                | 2024                | 2024                | 2024                | 2024                | 2024                | 2024                | 2024                | 2024                | 2024                |
| Municipi    | Barbens             | Barbens             | Barbens             | Barbens             | Barbens             | Barbens             | Barbens             | Barbens             | Barbens             | Barbens             | Barbens             | Barbens             | Barbens             | Barbens             | Barbens             |
| Partits     | JUNTS               | ERC                 | ALIANÇA.CAT         | PSC                 | PP                  | VOX                 | CUP                 | COMUNS              | ALHORA              | Cs                  | F.N.C.              | PUM+J               | PCTC                | FO                  | RECORTES CERO       |
| ----------- | ------------------- | ------------------- | ------------------- | ------------------- | ------------------- | ------------------- | ------------------- | ------------------- | ------------------- | ------------------- | ------------------- | ------------------- | ------------------- | ------------------- | ------------------- |
| Vots        | 72                  | 57                  | 54                  | 42                  | 14                  | 8                   | 7                   | 6                   | 3                   | 1                   | 1                   | 1                   | 0                   | 0                   | 0                   |
| Percentatge | 26.76               | 21.18               | 20.07               | 15.61               | 5.2                 | 2.97                | 2.6                 | 2.23                | 1.11                | 0.37                | 0.37                | 0.37                | 0                   | 0                   | 0                   |
| Municipi    | Bell-lloc d'Urgell/ | Bell-lloc d'Urgell/ | Bell-lloc d'Urgell/ | Bell-lloc d'Urgell/ | Bell-lloc d'Urgell/ | Bell-lloc d'Urgell/ | Bell-lloc d'Urgell/ | Bell-lloc d'Urgell/ | Bell-lloc d'Urgell/ | Bell-lloc d'Urgell/ | Bell-lloc d'Urgell/ | Bell-lloc d'Urgell/ | Bell-lloc d'Urgell/ | Bell-lloc d'Urgell/ | Bell-lloc d'Urgell/ |
| Partits     | JUNTS               | ERC                 | PSC                 | ALIANÇA.CAT         | PP                  | VOX                 | CUP                 | COMUNS              | ALHORA              | Cs                  | PCTC                | F.N.C.              | PUM+J               | FO                  | RECORTES CERO       |
| Vots        | 360                 | 198                 | 169                 | 87                  | 62                  | 44                  | 23                  | 12                  | 3                   | 2                   | 1                   | 1                   | 0                   | 0                   | 0                   |
| Percentatge | 36.96               | 20.32               | 17.35               | 8.93                | 6.36                | 4.51                | 2.36                | 1.23                | 0.3                 | 0.2                 | 0.1                 | 0.1                 | 0                   | 0                   | 0                   |
| Municipi    | Bellvís             | Bellvís             | Bellvís             | Bellvís             | Bellvís             | Bellvís             | Bellvís             | Bellvís             | Bellvís             | Bellvís             | Bellvís             | Bellvís             | Bellvís             | Bellvís             | Bellvís             |
| Partits     | JUNTS               | ALIANÇA.CAT         | ERC                 | PSC                 | CUP                 | PP                  | VOX                 | COMUNS              | ALHORA              | FO                  | PCTC                | Cs                  | RECORTES CERO       | PUM+J               | F.N.C.              |
| Vots        | 278                 | 221                 | 194                 | 121                 | 36                  | 34                  | 19                  | 12                  | 5                   | 3                   | 2                   | 1                   | 1                   | 0                   | 0                   |
| Percentatge | 29.54               | 23.48               | 20.61               | 12.85               | 3.82                | 3.61                | 2.01                | 1.27                | 0.53                | 0.31                | 0.21                | 0.1                 | 0.1                 | 0                   | 0                   |
| Municipi    | Castellnou de Seana | Castellnou de Seana | Castellnou de Seana | Castellnou de Seana | Castellnou de Seana | Castellnou de Seana | Castellnou de Seana | Castellnou de Seana | Castellnou de Seana | Castellnou de Seana | Castellnou de Seana | Castellnou de Seana | Castellnou de Seana | Castellnou de Seana | Castellnou de Seana |
| Partits     | JUNTS               | ERC                 | ALIANÇA.CAT         | PSC                 | CUP                 | VOX                 | PP                  | ALHORA              | Cs                  | COMUNS              | F.N.C.              | PCTC                | PUM+J               | FO                  | RECORTES CERO       |
| Vots        | 127                 | 49                  | 39                  | 35                  | 10                  | 10                  | 8                   | 1                   | 0                   | 0                   | 0                   | 0                   | 0                   | 0                   | 0                   |
| Percentatge | 44.71               | 17.25               | 13.73               | 12.32               | 3.52                | 3.52                | 2.81                | 0.35                | 0                   | 0                   | 0                   | 0                   | 0                   | 0                   | 0                   |
| Municipi    | Fondarella          | Fondarella          | Fondarella          | Fondarella          | Fondarella          | Fondarella          | Fondarella          | Fondarella          | Fondarella          | Fondarella          | Fondarella          | Fondarella          | Fondarella          | Fondarella          | Fondarella          |
| Partits     | JUNTS               | PSC                 | ALIANÇA.CAT         | ERC                 | VOX                 | PP                  | CUP                 | COMUNS              | FO                  | PUM+J               | RECORTES CERO       | Cs                  | F.N.C.              | PCTC                | ALHORA              |
| Vots        | 131                 | 76                  | 53                  | 39                  | 28                  | 25                  | 16                  | 5                   | 2                   | 1                   | 1                   | 0                   | 0                   | 0                   | 0                   |
| Percentatge | 33.67               | 19.53               | 13.62               | 10.02               | 7.19                | 6.42                | 4.11                | 1.28                | 0.51                | 0.25                | 0.25                | 0                   | 0                   | 0                   | 0                   |
| Municipi    | Golmés              | Golmés              | Golmés              | Golmés              | Golmés              | Golmés              | Golmés              | Golmés              | Golmés              | Golmés              | Golmés              | Golmés              | Golmés              | Golmés              | Golmés              |
| Partits     | JUNTS               | ERC                 | PSC                 | ALIANÇA.CAT         | PP                  | VOX                 | CUP                 | COMUNS              | ALHORA              | FO                  | PCTC                | PUM+J               | Cs                  | F.N.C.              | RECORTES CERO       |
| Vots        | 329                 | 135                 | 88                  | 78                  | 43                  | 31                  | 24                  | 6                   | 6                   | 5                   | 2                   | 1                   | 0                   | 0                   | 0                   |
| Percentatge | 43.51               | 17.85               | 11.64               | 10.31               | 5.68                | 4.1                 | 3.17                | 0.79                | 0.79                | 0.66                | 0.26                | 0.13                | 0                   | 0                   | 0                   |
| Municipi    | Ivars d'Urgell/     | Ivars d'Urgell/     | Ivars d'Urgell/     | Ivars d'Urgell/     | Ivars d'Urgell/     | Ivars d'Urgell/     | Ivars d'Urgell/     | Ivars d'Urgell/     | Ivars d'Urgell/     | Ivars d'Urgell/     | Ivars d'Urgell/     | Ivars d'Urgell/     | Ivars d'Urgell/     | Ivars d'Urgell/     | Ivars d'Urgell/     |
| Partits     | JUNTS               | ERC                 | PSC                 | ALIANÇA.CAT         | CUP                 | PP                  | VOX                 | COMUNS              | PUM+J               | RECORTES CERO       | Cs                  | PCTC                | F.N.C.              | ALHORA              | FO                  |
| Vots        | 266                 | 163                 | 112                 | 44                  | 35                  | 35                  | 13                  | 9                   | 1                   | 1                   | 0                   | 0                   | 0                   | 0                   | 0                   |
| Percentatge | 38.77               | 23.76               | 16.32               | 6.41                | 5.1                 | 5.1                 | 1.89                | 1.31                | 0.14                | 0.14                | 0                   | 0                   | 0                   | 0                   | 0                   |
| Municipi    | Linyola             | Linyola             | Linyola             | Linyola             | Linyola             | Linyola             | Linyola             | Linyola             | Linyola             | Linyola             | Linyola             | Linyola             | Linyola             | Linyola             | Linyola             |
| Partits     | JUNTS               | ERC                 | PSC                 | ALIANÇA.CAT         | PP                  | VOX                 | CUP                 | COMUNS              | Cs                  | ALHORA              | F.N.C.              | PUM+J               | PCTC                | FO                  | RECORTES CERO       |
| Vots        | 477                 | 173                 | 152                 | 124                 | 66                  | 56                  | 35                  | 15                  | 2                   | 1                   | 0                   | 0                   | 0                   | 0                   | 0                   |
| Percentatge | 42.28               | 15.33               | 13.47               | 10.99               | 5.85                | 4.96                | 3.1                 | 1.32                | 0.17                | 0.08                | 0                   | 0                   | 0                   | 0                   | 0                   |
| Municipi    | Miralcamp           | Miralcamp           | Miralcamp           | Miralcamp           | Miralcamp           | Miralcamp           | Miralcamp           | Miralcamp           | Miralcamp           | Miralcamp           | Miralcamp           | Miralcamp           | Miralcamp           | Miralcamp           | Miralcamp           |
| Partits     | JUNTS               | ERC                 | PSC                 | ALIANÇA.CAT         | PP                  | VOX                 | CUP                 | COMUNS              | PUM+J               | FO                  | Cs                  | F.N.C.              | PCTC                | ALHORA              | RECORTES CERO       |
| Vots        | 261                 | 101                 | 97                  | 52                  | 34                  | 30                  | 11                  | 5                   | 1                   | 1                   | 0                   | 0                   | 0                   | 0                   | 0                   |
| Percentatge | 43.64               | 16.88               | 16.22               | 8.69                | 5.68                | 5.01                | 1.83                | 0.83                | 0.16                | 0.16                | 0                   | 0                   | 0                   | 0                   | 0                   |
| Municipi    | Mollerussa          | Mollerussa          | Mollerussa          | Mollerussa          | Mollerussa          | Mollerussa          | Mollerussa          | Mollerussa          | Mollerussa          | Mollerussa          | Mollerussa          | Mollerussa          | Mollerussa          | Mollerussa          | Mollerussa          |
| Partits     | JUNTS               | ERC                 | PSC                 | ALIANÇA.CAT         | PP                  | VOX                 | CUP                 | COMUNS              | ALHORA              | Cs                  | PCTC                | F.N.C.              | FO                  | RECORTES CERO       | PUM+J               |
| Vots        | 1.427               | 981                 | 627                 | 595                 | 399                 | 314                 | 151                 | 77                  | 25                  | 7                   | 7                   | 5                   | 5                   | 2                   | 1                   |
| Percentatge | 30.51               | 20.97               | 13.4                | 12.72               | 8.53                | 6.71                | 3.22                | 1.64                | 0.53                | 0.14                | 0.14                | 0.1                 | 0.1                 | 0.0                 |                     |